# Chronologie des sciences et techniques en France
 (juillet 2015).

## Xesiècle
- vers 975 Gerbert d'Aurillac : introduit en Occident l'astrolabe, un nouveau type d'abaque et peut-être une première fois les chiffres arabes[1]. Il construit pour ses élèves un monocorde et démontre que la division du monocorde est différente de celle des tuyaux d'orgue[2].

## XIIIesiècle
- 1269 - Pierre de Maricourt : Epistola de Magnete
- 1292 - Guillaume de Saint-Cloud : chambre noire pour l'observation des éclipses solaires.

## XIVesiècle
- 1350 - Nicole Oresme : Tractatus de configurationibus qualitatum et motuum. Mouvement uniformément accéléré.
- 1350? - Nicole Oresme : Questiones super geometriam Euclidis. Divergence de la série harmonique.
- 1377 - Nicole Oresme : Traité du ciel et du monde. Possible rotation de la terre autour de son axe.

## XVesiècle
- 1484 - Nicolas Chuquet : Le Triparty en la science des nombres

## XVIesiècle
- 1511 - Charles de Bovelles, Geometrie en françoys.
- 1530 - Création du Collège royal (actuel Collège de France)
- 1532 - Oronce Fine, Protomathesis
- 1560 - Jean Nicot, ambassadeur au Portugal, envoie du tabac en France.
- 1564 - Ambroise Paré : Dix livres de la chirurgie.
- 1574 - Horloge astronomique de Strasbourg.
- 1579 - François Viète : Canon mathematicus seu ad triangula cum appendicibus. Calcul de {\displaystyle \pi } avec un produit infini.
- 1580 - Bernard Palissy : Discours admirable de la nature des eaux et fontaines tant naturelles qu'artificielles.
- 1583 - Chronologie scientifique (corrélée par les données astronomiques) de Joseph Juste Scaliger (De emendatione temporum)
- 1586 - chiffre de Vigenère
- 1590 - François Viète : De aequationem recognitione et emendatione. Relations entre coefficients et racines d'un polynôme.
- 1591 - François Viète : In artem analyticam isagoge (apparition du calcul littéral, consonnes pour les quantités connues, voyelles pour les inconnues)
- 1593 - François Viète : Varorium de rebus Mathemiticis (formule des cosinus en trigonométrie sphérique)
- 1595 - François Viète : Ad problema quod omnibus mathematicis totius orbis construendum proposuit Adrianus Romanus, Francisci Vietae responsum. Problème d'Adrien Romain, solution d'une équation polynomiale de degré 45.
- 1600 - François Viète : Apollonius Gallus. Solution du problème des trois cercles.

## 1600-1619
- 1610 - Nicolas-Claude Fabri de Peiresc découvre la nébuleuse d'Orion
- 1613 - découverte d'un proboscidien fossile dans le Dauphiné

## 1620-1639
- 1621 - Claude-Gaspard Bachet de Méziriac : Théorème des quatre carrés (conjecture)
- 1621 - Pierre Gassendi appelle aurore boréale le phénomène exceptionnel qu'il observe près d'Aix-en-Provence.
- 1624 - Claude-Gaspard Bachet de Méziriac : Problèmes plaisans et délectables qui se font par les nombres (2e édition). Théorème de Bachet-Bézout.
- 1630 Rey : Essais sur la recherche de la cause pour laquelle l'étain et le plomb augmentent de poids quand on les calcine
- 1631 - Pierre Gassendi observe le transit de Vénus devant le Soleil, prévu par Kepler en 1619, ce qui montre que son orbite est plus proche du Soleil que celle de la Terre.[Quoi ?]
- 1631 - invention du vernier.
- 1635 - Nicolas-Claude Fabri de Peiresc coordonne l'observation de l'éclipse de Lune du 28 août 1635 tout le long de la Méditerranée. Cette mer est plus petite que ce qu'on croyait alors.
- 1635 - Création du Jardin des plantes à Paris.
- 1636 - lettre de Pierre de Fermat à Marin Mersenne : les nombres 17 296 et 18 416 sont amicaux.
- 1636 - Pierre de Fermat : Methodus ad disquirendam maximam et minimam. Tangente à la parabole.
- 1636 - lettre de Fermat à Mersenne. Calcul de {\displaystyle \sum _{n=1}^{N}n^{k}}. Calcul de {\displaystyle \int _{0}^{a}x^{k}\,dx}.
- 1636 : Marin Mersenne : L'Harmonie universelle. Lois de Mersenne.
- 1637 - René Descartes : Discours de la méthode, La géométrie, La dioptrique, Les météores. Géométrie analytique. Coordonnées cartésiennes. Règle des signes de Descartes. Lois de Snell-Descartes. Explication de l'arc-en-ciel.
- 1637 - Gilles Personne de Roberval : aire de la cycloïde.
- 1638 - Pierre de Fermat : tangente à la cycloïde.
- 1638 - lettre de René Descartes à Marin Mersenne : 9 363 584 et 9 437 056 sont des nombres amicaux.
- 1638 - Folium de Descartes
- 1638 - problème de Florimond de Beaune (fonction exponentielle)
- 1639 - Girard Desargues : Brouillon-project d'une atteinte aux evenemens des rencontres du cone avec un plan. Théorème de Desargues

## 1640-1659
- 1640 - Nombre de Fermat
- 1640 - Petit théorème de Fermat
- 1640 - Théorème des deux carrés de Fermat
- 1640 - Hexagramme de Pascal
- 1641 - Pierre Gassendi fait exécuter sur un bateau au large de Marseille une expérience évoquée par Galilée qui met en évidence le principe de relativité.
- 1642 - Blaise Pascal : Pascaline
- 1643 - Théorème de Descartes (relation entre quatre cercles tangents)
- 1644 - nombre de Mersenne
- 1644 - René Descartes : principe d'inertie.
- 1645 - Ismaël Boulliau : Astronomia philolaica. Loi de gravitation en carré inverse de la distance.
- 1648 - Blaise Pascal : expérience du puy de Dôme, principe de la presse hydraulique.
- 1654 - Blaise Pascal : correspondance avec Pierre de Fermat au sujet du problème des partis. Naissance du calcul des probabilités.
- 1657 - équation de Pell-Fermat
- 1658 - Blaise Pascal : Traité des Trilignes Rectangles et de leurs Onglets (calcul intégral)

## 1660-1679
- 1662 - Principe de Fermat en optique.
- 1665 - Création du Journal des savants.
- 1666 - Création de l'Académie des sciences.
- 1666 à 1680 - Christian Huygens séjourne à Paris.
- 1670 - édition de l'Arithmetica de Diophante annotée par Fermat. Dernier théorème de Fermat.
- 1671 - Jean Picard : Mesure de la terre
- 1671 et 1672 - Jean-Dominique Cassini découvre Japet, satellite de Saturne, puis Rhéa.
- 1672 - Jean Richer à Cayenne et Jean-Dominique Cassini à Paris déterminent la parallaxe de Mars et estiment la distance Terre-Soleil à 20 fois plus que l'estimation de Ptolémée. Richer observe que le pendule bat plus vite à Paris qu'à Cayenne.
- 1672 - télescope Cassegrain.
- 1672 à 1676 - séjour de Gottfried Wilhelm Leibniz à Paris.
- 1675 - division de Cassini dans l'anneau de Saturne
- 1675 - Nicolas Lémery : Cours de chymie
- 1676 - Ole Rømer : la vitesse de la lumière est finie.
- 1676 - Edme Mariotte découvre, après Boyle, la loi de Boyle-Mariotte.

## 1680-1699
- 1689 - Pierre Magnol classe les plantes en familles.
- 1690 - Théorème de Rolle
- 1690 - Denis Papin : cylindre piston à vapeur
- 1691 - Simon de La Loubère : méthode siamoise de construction d'un carré magique.
- 1694 - Joseph Pitton de Tournefort : Éléments de botanique ou méthode pour connaître les plantes
- 1696 - Guillaume François Antoine, marquis de L'Hôpital : L'Analyse des infinimens petits. Règle de L'Hôpital.
- 1699 - Guillaume Amontons : le frottement ne dépend pas de la vitesse.

## 1700-1719
- 1700 - Nicolas Andry de Boisregard : De la génération des vers dans le corps de l'homme.
- 1702 - Guillaume Amontons : thermomètre à air
- 1703 - Jean de Hautefeuille : sismographe.
- 1703 - Charles Plumier : Nova plantarum americanarum genera. Description du fuchsia, du magnolia.
- 1708 - Pierre Rémond de Montmort : Essai d'analyse sur les jeux de hasard

## 1720-1729
- 1722 - René-Antoine Ferchault de Réaumur : L'Art de convertir le fer forgé en acier
- 1723 - Antoine de Jussieu : De l'origine et des usages de la pierre de foudre.
- 1725 - Théorème de Pitot
- 1725 - Basile Bouchon : métier à tisser semi-automatique.
- 1728 - Pierre Fauchard : Le Chirurgien dentiste.
- 1729 - Pierre Bouguer : Traité d'Optique sur la Gradation de la Lumière
- 1729 - Nicolas Sarrabat : découverte d'une nouvelle comète.
- 1729 - Jean-Jacques Dortous de Mairan : rythme circadien chez les plantes

## 1730-1739
- 1730 - Jean-Paul Grandjean de Fouchy : analemme
- 1731 - Alexis Claude Clairaut : Recherches sur les courbes à double courbure. Tangente.
- 1731 - Théorème de Varignon
- 1731 - échelle Réaumur de température
- 1732 - Pierre Bouguer : étude de la courbe du chien.
- 1732 - tube de Pitot
- 1733 - Aiguille de Buffon
- 1734 - équation différentielle de Clairaut
- 1734 - Charles François de Cisternay du Fay : Mémoires sur l'électricité. Théorie à 2 fluides.
- 1734 - René-Antoine Ferchault de Réaumur : Mémoires pour servir à l'Histoire des Insectes (tome I)
- 1734 - Nicolas Mahudel : 3 âges (âge de la pierre, âge du bronze, âge du fer)
- 1735 à 1744 - Pierre Bouguer et Charles Marie de La Condamine : expédition au Pérou pour mesurer un arc de méridien.
- 1736 à 1737 - Pierre Louis Moreau de Maupertuis et Alexis Claude Clairaut : expédition en Laponie pour mesurer un arc de méridien.
- 1737 - Émilie du Châtelet prédit l'existence de l'infrarouge.
- 1738 - Voltaire : Éléments de la philosophie de Newton

## 1740-1749
- 1743 - Jean Le Rond d'Alembert : Traité de dynamique. Principe de D'Alembert.
- 1743 - Christin : thermomètre à mercure à échelle centésimale ascendante.
- 1743 - Jean Antoine Nollet : Leçons de physique expérimentale.
- 1744 - Pierre Louis Moreau de Maupertuis (à Berlin) : Principe de moindre action.
- 1744 à 1793 - Carte de Cassini.
- 1744 - Jacques Vaucanson : canard digérateur
- 1744 - Pierre Louis Moreau de Maupertuis (à Berlin) : Dissertation physique à l'occasion du Nègre Blanc. L'albinisme des Noirs est une anomalie héréditaire.
- 1745 - Pierre Louis Moreau de Maupertuis (à Berlin) : Vénus physique.
- 1746 - Jean Le Rond d'Alembert: démonstration (incomplète) du théorème fondamental de l'algèbre
- 1746 - Jean-Étienne Guettard : Mémoire et carte minéralogique sur la nature et situation des terrains qui traversent la France et l'Angleterre
- 1746 - Antoine Deparcieux : Essais sur les probabilités de la vie humaine
- 1747 - équation de d'Alembert (équation des ondes). D'alembertien.
- 1748 - Benoît de Maillet (posthume) : Telliamed, ou Entretiens d'un philosophe indien avec un missionnaire français sur la diminution de la mer, la formation de la terre, l'origine de l'homme
- 1748 - Jean Antoine Nollet : osmose
- 1749 - Jean Le Rond d'Alembert : Traité de la précession. Calculs relatifs à la précession des équinoxes.
- 1749 - Georges-Louis Leclerc de Buffon : premier tome de l'Histoire naturelle.

## 1750-1759
- 1751 - Joseph Jérôme Lefrançois de Lalande à Berlin et La Caille au Cap déterminent la parallaxe lunaire pour calculer précisément la distance Terre-Lune.
- 1751 - Jean Le Rond d'Alembert et Diderot : début de l’Encyclopédie.
- 1751 - Charles Marie de La Condamine : description du caoutchouc.
- 1752 - Paradoxe de D'Alembert (mécanique des fluides).
- 1752 - Thomas-François Dalibard réalise le premier paratonnerre.
- 1752 - René-Antoine Ferchault de Réaumur : le suc gastrique liquéfie la viande.
- 1752 - Jean-Étienne Guettard : le Massif central est constitué de volcans éteints.
- 1753 - Claude Geoffroy le Jeune : découverte du bismuth.
- 1754 - Guillaume-François Rouelle : base
- 1756 - Marquise du Chatelet : traduction des Principia de Newton.
- 1759 - Jean-Étienne Montucla : Histoire des mathématiques

## 1760-1769
- 1760 - Alexis Claude Clairaut : Théorie des mouvements des comètes
- 1760 - Liquide fumant de Cadet (chimie)
- 1764 - Étienne Bézout : résultant (mathématiques).
- 1764 - Charles Messier découvre la première nébuleuse, la nébuleuse de l'Haltère.
- 1765 - Création de l'École royale vétérinaire d'Alfort.
- 1766 à 1769 - Louis-Antoine de Bougainville : voyage autour du monde.
- 1768 - Règle de d'Alembert (mathématiques)

## 1770-1779
- 1770 - fardier de Cugnot
- 1771 - Alexandre-Théophile Vandermonde : Mémoire sur la résolution des équations
- 1772 - Formule de Laplace (déterminants)
- 1772 - Antoine Lavoisier utilise une lentille pour focaliser les rayons solaires sur un diamant.
- 1774 - catalogue Messier (astronomie).
- 1776 - Jean-Baptiste Marie Meusnier de La Place : hélicoïde.
- 1777 - Antoine Lavoisier : composition de l’air. Oxygène. Conservation de la masse.
- 1777 - Claude-Louis Berthollet : eau de Javel
- 1778 - Méthode de Laplace (mathématiques)
- 1778 - Georges-Louis Leclerc de Buffon : Des époques de la nature
- 1778 - Claude de Jouffroy d'Abbans construit le Palmipède, premier bateau à rame actionné par une machine à vapeur
- 1779 - Théorème de Bézout
- 1779 - Lamarck : Flore française

## 1780-1789
- 1780 - Adrien-Marie Legendre : le nombre de Fermat {\displaystyle F_{6}} n'est pas premier.
- 1780 - Antoine Lavoisier et Laplace : calorimètre à glace.
- 1780- Honoré Blanc : principe d'interchangeabilité des pièces.
- 1780 - Jean-Louis Giraud-Soulavie : Histoire naturelle de la France méridionale
- 1781 - Gaspard Monge : Mémoire sur la théorie des déblais et des remblais. Théorie du transport.
- 1781 - Méthode Borda (votes).
- 1782 - polynôme de Legendre.
- 1782 - Louis-Bernard Guyton de Morveau : liquéfaction de l'ammoniac.
- 1783 - Antoine Lavoisier et Pierre-Simon de Laplace : chaleur spécifique
- 1783 - Antoine Lavoisier : hydrogène
- 1783 - Frères Montgolfier : ballon à air chaud.
- 1783 - Jacques Charles et les frères Robert : ballon à hydrogène.
- 1783 - Claude de Jouffroy d'Abbans construit le "Pyroscaphe", premier bateau à roues à aubes latérales actionnées par une machine à vapeur
- 1783 - Création de l'École des mines
- 1784 - Paul Charpit : méthode des caractéristiques (mathématiques)
- 1784 - Jean-François Clouet, Gaspard Monge : liquéfaction du dioxyde de soufre.
- 1784 - Haüy : Essai d'une théorie de la structure des cristaux appliquée à plusieurs genres de substances cristallisées
- 1785 - symbole de Legendre, loi de réciprocité quadratique.
- 1785 - Adrien-Marie Legendre conjecture le théorème de la progression arithmétique.
- 1785 - équation de Laplace
- 1785 - transformation de Laplace
- 1785 - loi de Coulomb (électrostatique)
- 1785 - loi de Coulomb (mécanique)
- 1785 - Paradoxe de Condorcet
- 1785 (7 janvier) - Jean-Pierre Blanchard et John Jeffries : traversée de la Manche en ballon.
- 1785 à 1788 : expédition de La Pérouse
- 1786 - condition de Legendre pour le calcul des variations (mathématiques)
- 1786 - Antoine Parmentier : culture de la pomme de terre dans la plaine des Sablons.
- 1787 - Transformation de Legendre (mathématiques)
- 1787 - Pierre-Simon de Laplace : explication de l'accélération séculaire du mouvement de Jupiter et du ralentissement de Saturne.
- 1787 - Loi de Charles (physique)
- 1787 - Louis-Bernard Guyton de Morveau, Antoine Lavoisier, Antoine-François Fourcroy, Claude-Louis Berthollet : Méthode de nomenclature chimique.
- 1788 - Joseph-Louis Lagrange : Mécanique analytique
- 1788 - Bernard-Germain de Lacépède: Histoire naturelle des quadrupèdes ovipares et des serpens
- 1789 - Antoine Laurent de Lavoisier : Traité élémentaire de chimie (conservation de la masse, bases de la chimie)
- 1789 - Création des Annales de chimie.
- 1789 - Antoine-Laurent de Jussieu : Genera plantarum
- 1789 - Jean-Guillaume Bruguière : Orthoceras

## 1790-1799
- 1790 - Jean-Baptiste Joseph Delambre et Pierre Méchain sont chargés de mesurer la longueur du méridien entre Dunkerque et Barcelone.
- 1791 - procédé Leblanc (chimie)
- 1793 - création du Muséum national d'histoire naturelle.
- 1793 - Philippe Pinel délivre les aliénés à Bicêtre.
- 1794 - télégraphe de Chappe, entre Paris et Lille.
- 1794 (8 mai) - Antoine Lavoisier est guillotiné.
- 1794 (28 septembre) - Création de l'École centrale des travaux publics, renommée École polytechnique en 1795.
- 1794 (10 octobre) - Création du Conservatoire national des arts et métiers.
- 1794 (30 octobre) - Création de l'École normale à Paris.
- 1794 (11 décembre) - ouverture de la Ménagerie du Jardin des plantes.
- 1795 - Interpolation de Lagrange (mathématiques).
- 1795 - création du Système international d'unités (système métrique)
- 1795 - création du Bureau des longitudes.
- 1795 - Nicolas-Jacques Conté : invention du crayon à papier constitué d'une mine de graphite et d'argile insérée dans un corps en bois.
- 1795 - Georges Cuvier : mastodonte
- 1796 - Pierre-Simon de Laplace : Exposition du système du monde. Hypothèse nébulaire.
- 1796 - Georges Cuvier : megatherium
- 1797 - Problème de Napoléon (géométrie)
- 1797 - Formule de Taylor-Lagrange.
- 1797 - Louis-Nicolas Vauquelin isole le chrome.
- 1797 (22 octobre) - André-Jacques Garnerin : premier saut en parachute.
- 1798 - Louis-Nicolas Vauquelin découvre le béryllium.
- 1799 - Théorème de Parseval
- 1799 - Pierre-Simon de Laplace : Traité de mécanique céleste
- 1799 - Philippe Lebon : brevet de thermolampe

## 1800-1809
- 1800 - Cuvier : Leçons d’anatomie comparée
- 1801 - Volta présente sa pile à l'Institut
- 1801 - Fulton : essai à Brest du sous-marin Nautilus
- 1801 - Lamarck : Système des animaux sans vertèbres
- 1801 - métier Jacquard
- 1801 - chaptalisation
- 1802 - Biot, Laplace : Sur la théorie du son
- 1802 - Loi de Gay-Lussac
- 1802 - Lamarck : création du mot biologie
- 1802 - Humboldt et Bonpland escaladent le Chimborazo
- 1803 - cyclide de Dupin
- 1803 - Biot : Relation d'un voyage fait dans le département de l'Orne, pour constater la réalité d'un météore observé à L'Aigle, le 6 floréal an 11
- 1803 - Fulton : essai de bateau à vapeur sur la Seine, près de l'île des Cygnes.
- 1804 (16 septembre) - Gay-Lussac : ascension en ballon entre Paris et Rouen atteignant 7 016 m. Étude du magnétisme terrestre. Constance de la composition de l'air.
- 1804 - Thompson, comte de Rumford : Mémoires sur la chaleur, publiés à Paris
- 1804 - Seguin, Courtois : découverte de la morphine
- 1804 à 1806: La Billardière : Novae Hollandiae plantarum specimen
- 1805 - Legendre : méthode des moindres carrés
- 1805 - Gay-Lussac et Humboldt : l'eau se forme avec deux volumes d'hydrogène pour un volume d'oxygène.
- 1805 - Vauquelin et Robiquet isolent l'asparagine, premier des 22 acides aminés du monde vivant.
- 1806 - Théorème de Brianchon
- 1806 - Argand : Essai sur une manière de représenter des quantités imaginaires dans les constructions géométriques, publié à Paris.
- 1806 - loi de Laplace pour les interfaces
- 1807 - Théorème de Budan
- 1807 - séries de Fourier, équation de la chaleur
- 1807 - Claude et Nicéphore Niépce : pyréolophore, premier moteur à combustion interne.
- 1808 - Proust : Loi des proportions définies
- 1808 - Gay-Lussac et Thénard découvrent le bore
- 1809 - solide de Kepler-Poinsot
- 1809 - crochet de Poisson
- 1809 - Malus : polarisation de la lumière par réflexion.
- 1809 - Loi de Malus
- 1809 - Gay-Lussac : Sur la combinaison des substances gazeuses, les unes avec les autres
- 1809 - Cuvier : ptérodactyle
- 1809 - Lamarck : Philosophie zoologique
- 1809 - Pinel : description d'un cas de schizophrénie.

## 1810-1819
- 1810 à 1832 : Annales de Gergonne
- 1810 - Latreille : similitudes entre crustacés, arachnides et insectes (arthropodes).
- 1810 - appertisation
- 1810 - de Girard : machine à tisser le lin.
- 1811 - transformation de Fourier
- 1811 - Arago : rotation de la polarisation de la lumière à travers le quartz.
- 1811 - Courtois découvre une substance, que Gay-Lussac nomme iode.
- 1812 - Laplace : Théorie analytique des probabilités.
- 1812 - Wronskien : déterminant.
- 1812 - Dulong découvre le trichlorure d'azote, qui est explosif.
- 1812 - Alexandre Brongniart, Cuvier : Description géologique des environs de Paris
- 1812 - Cuvier : Recherches sur les ossements fossiles de quadrupèdes.
- 1813 - Cauchy : démonstration du fait, conjecturé par Fermat, que tout nombre entier positif est la somme d'au plus n nombres n-gonaux.
- 1813 - indicatrice de Dupin.
- 1813 - équation de Poisson
- 1813 - Girard : canal de l'Ourcq.
- 1814 - valeur principale de Cauchy.
- 1814 - Laplace : Essai philosophique sur les probabilités.
- 1814 - Loi d'Avogadro-Ampère
- 1814 - Chevreul découvre le cholestérol.
- 1815 - Cauchy : permutation
- 1815 - formule de Binet-Cauchy pour les déterminants.
- 1815 - Formule de Rodrigues.
- 1816 - Fresnel, Arago : la lumière est une onde transverse.
- 1816 - Les Annales de chimie deviennent les Annales de chimie et de physique.
- 1816 - Laennec: stéthoscope.
- 1816 - Pelletier et Caventou isolent la chlorophylle.
- 1818 - Fresnel : Mémoire sur la diffraction de la lumière. Principe de Huygens-Fresnel.
- 1818 - Thénard découvre l'eau oxygénée.
- 1818 - Pelletier et Caventou isolent la strychnine.
- 1819 - expérience de Clément-Desormes.
- 1819 - loi de Dulong et Petit.
- 1819 - Cagniard de Latour : sirène (appareil sonore).

## 1820-1829
- 1820 - formule de Poisson pour une fonction harmonique.
- 1820 - équation de Monge-Ampère.
- 1820 (10 novembre) - Ampère et Arago : solénoïde, électro-aimant
- 1820 (18 décembre) - Loi de Biot et Savart
- 1820 - Pelletier et Caventou isolent la quinine.
- 1821 - Cauchy : Cours d'analyse. Inégalité de Cauchy-Schwarz. Suite de Cauchy. Règle de Cauchy pour les séries. Produit de Cauchy de deux séries.
- 1821 - Navier : Équations de Navier-Stokes
- 1821 - Bouvard met en évidence des irrégularités dans l'orbite d'Uranus.
- 1821 - Fresnel : les vibrations lumineuses sont transversales.
- 1821 - Berthier découvre la bauxite.
- 1822 - Grand théorème de Poncelet.
- 1822 - Fourier : Théorie analytique de la chaleur
- 1822 - Lentille de Fresnel.
- 1822 - Cagniard de Latour : température critique de l'eau.
- 1822 - Blainville crée le mot paléontologie.
- 1823 - Théorème de Sophie Germain, nombre premier de Sophie Germain.
- 1823 - Chevreul : bougie stéarique
- 1823 - Marc Seguin : pont suspendu à câble métallique.
- 1824 - Sadi Carnot : Réflexions sur la puissance motrice du feu et sur les machines propres à développer cette puissance (deuxième principe de la thermodynamique)
- 1824 - Fourier : Mémoire sur les températures du globe terrestre et des espaces planétaires.
- 1824 - Gay-Lussac crée les mots pipette et burette.
- 1824 - Dutrochet : la cellule est l'élément fondamental à base de toute structure de corps vivants.
- 1824 - Champollion : Précis du système hiéroglyphique des anciens Égyptiens
- 1824 - Braille : système pour les aveugles.
- 1825 - Legendre : dernier théorème de Fermat pour {\displaystyle n=5}.
- 1826 - Coriolis : notion de travail d'une force.
- 1826 - Théorème d'Ampère (électromagnétisme)
- 1826 - Niépce : photographie
- 1826 - Robiquet et Colin extraient de la racine de garance un colorant rouge, l'alizarine.
- 1826 - Balard découvre le brome.
- 1826 - Bretonneau isole la diphtérie.
- 1826 - Ségalas invente un des premiers endoscopes.
- 1827 - formule sommatoire de Poisson.
- 1827 - Marc Seguin : chaudière tubulaire.
- 1828 - Bussy isole le béryllium, en même temps que Wöhler.
- 1828 - Dutrochet : osmose
- 1829 - Cauchy : toutes les valeurs propres d'une matrice symétrique sont réelles.
- 1829 - Théorème de Sturm.
- 1829 - Coriolis : Du calcul de l'effet des machines. Énergie cinétique.
- 1829 - Brongniart : terrains jurassiques.
- 1829 - Deshayes divise le tertiaire en trois époques, que Lyell nomme Eocène, Miocène et Pliocène.
- 1829 - Desnoyers : quaternaire.

## 1830-1839
- 1830 - corps de Galois.
- 1830 - conjecture de Legendre.
- 1830 - coefficient de Poisson (élasticité).
- 1830 - Création de la Société géologique de France.
- 1831 - Théorie de Galois.
- 1831 - Cauchy : Théorème des résidus
- 1831 - loi de Pouillet (électricité).
- 1831 - Soubeiran découvre le chloroforme, en même temps que Liebig et Guthrie.
- 1831 - Sauria : allumette phosphorique à friction.
- 1832 - Pixii : génératrice électromagnétique.
- 1832 - Braconnot synthétise un polymère.
- 1832 - Robiquet découvre la codéine.
- 1832 - Sauvage : expérimentation de la propulsion par hélice marine.
- 1833 - Règle de Sarrus.
- 1833 - Payen, Persoz : découverte de la première enzyme, l'amylase.
- 1834 - Mouvement à la Poinsot
- 1834 - Clapeyron : loi des gaz parfaits
- 1834 - effet Peltier
- 1835 - Arago lance les Comptes-rendus hebdomadaires des séances de l'Académie des sciences.
- 1835 - force de Coriolis
- 1835 - Adrien Thilorier : glace carbonique.
- 1836 - Liouville : fondation du Journal de mathématiques pures et appliquées.
- 1836 - Théorie de Sturm-Liouville.
- 1836 - Dumas : théorie des substitutions.
- 1837 - Théorème de Wantzel. Impossibilité de la duplication du cube et de la trisection de l'angle
- 1837 - Poisson : "loi des grands nombres", loi de Poisson (probabilités).
- 1837 - fonctions de Lamé.
- 1837 - Formules de Binet (mécanique).
- 1837 - Principe de Babinet (optique).
- 1837 - Clapeyron, Flachat, Mony : première ligne de chemin de fer pour voyageurs en France, de Paris à Saint-Germain.
- 1837 - Ricord : distinction entre la syphilis et la gonorrhée. Distinction entre l'infection syphilitique primaire, secondaire et tertiaire.
- 1838 - Théorème de Miquel (géométrie).
- 1838 - équation de Liouville.
- 1838 - Pouillet : constante solaire.
- 1838 - équation de Belanger pour un ressaut hydraulique dans un canal ouvert rectangulaire.
- 1838 - Cournot : Recherches sur les principes mathématiques de la théorie des richesses.
- 1839 - Lamé : dernier théorème de Fermat pour {\displaystyle n=7}.
- 1839 - règle de Raabe-Duhamel (mathématiques)
- 1839 - daguerréotype.

## 1840-1849
- 1840 - Bernard isole la lipase du pancréas.
- 1841 - Pravaz : seringue hypodermique.
- 1842 - théorème de Cauchy-Kowalevski
- 1843 - formule de Binet pour la suite de Fibonacci
- 1843 - Séries de Laurent (mathématiques)
- 1844 - Nombre de Liouville
- 1844 - Lamé : Note sur la limite du nombre des divisions dans la recherche du plus grand commun diviseur entre deux nombres entiers
- 1844 - Écoulement de Poiseuille
- 1844 - Guillaume Massiquot : massicot, machine à couper le papier.
- 1845 - postulat de Bertrand
- 1845 - Théorème de Cauchy (groupes)
- 1845 - Bienaymé : étude de l'extinction des noms de famille (Processus de branchement).
- 1846 - Le Verrier : calcul de la position de Neptune
- 1847 - Repère de Frenet
- 1847 - Théorème de Liouville (variable complexe)
- 1847 - Regnault : aucun gaz réel ne suit exactement la loi de Boyle-Mariotte.
- 1848 - formule de Gauss-Bonnet
- 1848 - cercles de Villarceau
- 1848 - effet Doppler-Fizeau
- 1848 - réseau de Bravais
- 1848 - Lambot, Monier : béton armé
- 1848 - Pasteur : acide tartrique et chiralité (chimie)
- 1849 - Fizeau mesure la vitesse de la lumière entre Suresnes et Montmartre.
- 1849 - Bernard : fonction glycogénique du foie.
- 1849 - Davaine observe le bacille de la maladie du charbon dans le sang d'un mouton.
- 1849 - Boucher de Perthes : Antiquités celtiques et antédiluviennes

## 1850-1859
- 1850 - série de Puiseux (mathématiques)
- 1850 - Limite de Roche (astronomie)
- 1850 - Foucault et Fizeau : vitesse de la lumière dans l'eau
- 1851 - pendule de Foucault
- 1851 - courants de Foucault
- 1851 - bobine de Ruhmkorff
- 1852 - Foucault : gyroscope
- 1852 - Giffard : premier ballon dirigeable.
- 1853 - inégalité de Bienaymé-Tchebychev (mathématiques)
- 1853 - loi de Cauchy (probabilités)
- 1853 - Gerhardt : synthèse de l'acide acétylsalicylique (aspirine)
- 1853 - Antoine Desormeaux : endoscope (médecine)
- 1854 - Berthelot : synthèse de l'alcool
- 1854 - Sainte-Claire Deville : De l'aluminium et de ses combinaisons chimiques
- 1854 - Boussingault : Recherches sur la végétation
- 1855 - matrice hermitienne
- 1855 - réaction de Wurtz (chimie)
- 1855 - Planté : Gastornis parisiensis
- 1856 - Loi de Darcy (physique)
- 1856 - Vulpian : les glandes surrénales sécrètent de l'adrénaline.
- 1857 - courbe de Lissajous
- 1859 - Le Verrier : problème avec le périhélie de Mercure
- 1859 - Carré : brevet de la première machine à froid à absorption, qui fonctionne avec de l'ammoniaque liquide.
- 1859 - Madame Lefèbvre : brevet de procédé pour obtenir de l'acide nitrique avec un arc électrique.
- 1859 - Lenoir réalise le premier moteur à allumage commandé moteur à deux temps
- 1859 - Dupuy de Lôme : premier cuirassé, la Gloire.
- 1859 à 1869 - Lesseps : construction du canal de Suez

## 1860-1869
- 1860 (9 avril) - Scott de Martinville : enregistrement vocal sur phonautographe.
- 1860 - dystrophie musculaire de Duchenne
- 1861 - Groupe de Mathieu (mathématiques)
- 1861 - Berthelot : étude de l'estérification.
- 1861 - Michaux : vélocipède à pédales ou michaudine.
- 1861 - Aire de Broca
- 1862 - théorème de Rouché (analyse complexe)
- 1862 - Beau de Rochas pose la théorie du cycle thermodynamique du moteur à combustion interne à allumage commandé.
- 1862 - Chancourtois : vis tellurique
- 1863 - Verne : Cinq semaines en ballon.
- 1864 - Premier volume des Annales scientifiques de l'École normale supérieure.
- 1864 - Polynômes d'Hermite.
- 1864 (7 avril) - Pasteur réfute la génération spontanée à la Sorbonne.
- 1864 - Lartet trouve à Madeleine, en Dordogne, un mammouth gravé par des hommes préhistoriques.
- 1865 - Chasles : pour cinq coniques planes, il existe 3264 coniques, réelles ou complexes, tangentes à ces cinq coniques.
- 1865 - Bernard : Introduction à l'étude de la médecine expérimentale.
- 1865 - Villemin démontre le caractère contagieux de la tuberculose en infectant des lapins.
- 1865 - cerf du père David.
- 1868 - Équation de Mathieu (mathématiques).
- 1868 - Janssen et Lockyer : découverte de l'hélium.
- 1868 - Lartet : homme de Cro-Magnon
- 1868 - Pasteur : Étude sur le vinaigre
- 1868 - Nativelle isole la digitaline.
- 1868 - Charcot : identification de la sclérose en plaques
- 1868 - Duruy : fondation de l'École pratique des hautes études à Paris.
- 1869 - fonction de Massieu (thermodynamique)
- 1869 - le père David fait connaître le panda géant et l'arbre aux mouchoirs (Davidia involucrata).
- 1869 - Minard : Carte figurative des pertes successives en hommes de l’Armée française dans la campagne de Russie en 1812-1813. Représentation graphique innovante.

## 1870-1879
- 1870 - théorème de Jordan-Hölder
- 1870 - Pasteur : Étude sur la maladie des vers à soie
- 1871 - équations de Barré de Saint-Venant (mécanique des fluides).
- 1872 - Méray : construction des nombres réels.
- 1873 - Hermite : le nombre {\displaystyle e} est transcendant.
- 1873 - Théorème de Bertrand (mécanique).
- 1873 - Amédée Bollée commercialise la première véritable automobile à vapeur, L'Obéissante capable de transporter douze personnes à une vitesse de pointe de 40 km/h
- 1874 - Janssen : revolver photographique
- 1874 - Le Bel et van 't Hoff : les quatre liaisons d'un atome de carbone forment un tétraèdre.
- 1874 - Baudot invente le code Baudot, code télégraphique binaire. Le baud est une unité de mesure.
- 1874 - Dareste : explication des vrais et faux jumeaux.
- 1875 - sommes de Darboux (mathématiques).
- 1875 - Signature à Paris de la Convention du mètre. Création du Bureau international des poids et mesures.
- 1875 - Lecoq de Boisbaudran découvre le gallium.
- 1875 - Malassez invente un hématimètre.
- 1875 à 1890 - Nobel séjourne à Paris.
- 1876 - Lucas : le nombre de Mersenne {\displaystyle M_{127}=2^{127}-1} est premier.
- 1876 - Reynaud : brevet pour le praxinoscope.
- 1876 - Lucas : Suite de Fibonacci.
- 1877 - Observatoire de Meudon.
- 1877 - Cailletet : liquéfaction de l'azote et de l'oxygène de l'air.
- 1877 - Cros : principe du paléophone (phonographe).
- 1877 - réaction de Friedel-Crafts.
- 1877 - Pasteur découvre le vibrion septique.
- 1878 - Interpolation d'Hermite.
- 1878 - Planté : pile électrique.
- 1878 - création du Bureau central météorologique, qui deviendra Météo-France.
- 1878 - Premier congrès géologique international à Paris. Standardisation des échelles géologiques.
- 1878 - Pasteur : les streptocoques sont responsables de la fièvre puerpérale.
- 1879 - Théorèmes de Picard (analyse complexe).
- 1879 - Polynômes de Laguerre.
- 1879 - Lecoq de Boisbaudran isole le samarium.
- 1879 - Fabre : Souvenirs entomologiques.

## 1880-1889
- 1880 - Pierre Curie et Jacques Curie : piézoélectricité
- 1880 - Laveran découvre le protozaire responsable du paludisme.
- 1880 - Pasteur : vaccin contre le choléra des poules.
- 1880 - Pasteur découvre le staphylocoque.
- 1881 - Poincaré : fonctions automorphes.
- 1881 - Jordan : Fonction à variation bornée.
- 1881 - Pasteur découvre le pneumocoque.
- 1881 - Pasteur : vaccin contre la maladie du charbon.
- 1881 - Trouvé : bateau électrique (hors-bord)
- 1882 - application de Poincaré, cycle limite
- 1882 - demi-plan de Poincaré
- 1882 - Jordan : Cours d'analyse
- 1882 - Louis Dumont réalise à Bellegarde-sur-Valserine le premier réseau de distribution électrique à courant continu
- 1883 - théorème de Floquet
- 1883 - théorème de Thévenin (électricité)
- 1883 - Lenoir réalise le premier moteur à allumage commandé moteur à quatre temps.
- 1884 - lemme de Goursat (analyse complexe)
- 1884 - Loi de Le Chatelier.
- 1884 - lois de Raoult (loi de la cryométrie, loi de l'ébulliométrie, loi de la tonométrie)
- 1884 - Gaulard : transformateur électrique pour la transmission du courant alternatif.
- 1884 - Chardonnet invente la soie artificielle.
- 1885 - Poincaré : nombre de rotation.
- 1885 - Pasteur : vaccin contre la rage
- 1886 - théorème de Poincaré-Hopf
- 1886 - Moissan isole le fluor
- 1886 - Héroult : Procédé électrolytique pour la préparation de l'aluminium.
- 1886 - Lecoq de Boisbaudran découvre le dysprosium.
- 1886 - Lecoq de Boisbaudran nomme le gadolinium.
- 1887 - Repère de Darboux (géométrie)
- 1887 - théorème de Jordan
- 1887 - Conditions de Rankine-Hugoniot (physique)
- 1888 - Théorème de Cauchy-Hadamard
- 1888 - Paradoxe de Bertrand (probabilités)
- 1888 (14 octobre) - Le Prince : premier court-métrage, Une scène au jardin de Roundhay.
- 1888 - Roux et Yersin isolent la toxine de la diphtérie.
- 1888 - Inauguration de l'Institut Pasteur.
- 1888 - Marey : fusil photographique.
- 1888 - Serpollet : tricycle à vapeur.
- 1889 - Poincaré : Sur le problème des trois corps et les équations de la dynamique.
- 1889 - Prototypes internationaux du mètre et du kilogramme déposés à Sèvres.
- 1889 - Panhard et Levassor installent le moteur à quatre temps de Daimler sur une voiture à quatre places
- 1889 - Ouverture de la tour Eiffel.

## 1890-1899
- 1890 - Théorème de récurrence de Poincaré
- 1890 - Picard : méthode des approximations successives.
- 1890 - écoulement de Couette (physique)
- 1890 - Branly : invention du radioconducteur.
- 1890 - Ader : vol sur 50 m de l'Éole 1 au château d'Armainvilliers.
- 1891 - Lippmann : photographie couleur
- 1892 - Mesure de Jordan (mathématiques)
- 1892 - Théorème de Vaschy-Buckingham (physique)
- 1892 - Frère Clément : clémentine
- 1893 - Caractéristique d'Euler-Poincaré (mathématiques)
- 1894 - Élie Cartan : Sur la structure des groupes de transformation finis et continus
- 1894 - intégrale de Stieltjes
- 1894 - Principe de Curie (physique)
- 1894 - Yersin découvre le bacille de la peste à Hong Kong.
- 1894 - Roux : sérum antidiphtérique
- 1895 et 1898 - théorème de Borel-Lebesgue
- 1895 - Groupe de Poincaré
- 1895 - Perrin : les rayons cathodiques sont chargés d'électricité négative.
- 1895 - Loi de Curie pour le paramagnétisme
- 1895 - Auguste et Louis Lumière : cinématographie.
- 1896 - Hadamard : Théorème des nombres premiers
- 1896 - Théorème des trois cercles de Hadamard
- 1896 - Becquerel : radioactivité de l'uranium
- 1897 - Approximation de Boussinesq (mécanique des fluides)
- 1897 - Nickel de Sabatier
- 1897 - Liquide de Bouin.
- 1897 - Duchesne découvre le pouvoir antibactérien de moisissures du genre Penicilium.
- 1898 - Hadamard : Les Surfaces à courbures opposées et leurs lignes géodesiques
- 1898 - tribu borélienne (mathématiques)
- 1898 - Pierre et Marie Curie : découverte du polonium et du radium
- 1898 - Potentiels de Liénard–Wiechert
- 1898 - Ducretet : liaison radio entre la tour Eiffel et le Panthéon.
- 1898 - Simond : les puces des rats transmettent la peste.
- 1898 - Renault: boîte de vitesses à prise directe.
- 1899 - Théorème de Baire
- 1899 - Approximant de Padé (mathématiques)
- 1899 - Pierre et Marie Curie observent le gaz radioactif émis par le radium (radon).
- 1899 - Debierne découvre l'actinium.
- 1899 - Marconi essaye la télégraphie sans fil entre Wimereux (Pas-de-Calais), South-Fireland (Douvres) et deux navires dans la Manche.
- 1899 - Interféromètre de Fabry-Perot (physique)

## 1900-1909
- 1900 - Congrès international des mathématiciens à Paris. 23 problèmes de Hilbert.
- 1900 - Équations différentielles de Painlevé
- 1900 - Bachelier : Théorie de la spéculation
- 1900 - Villard : rayons gamma
- 1900 - Becquerel : le rayonnement beta est constitué d'électrons.
- 1900 - Cellules de Bénard
- 1900 - Réaction de Grignard
- 1901 - Élie Cartan : dérivée extérieure
- 1901 - Mesure de Lebesgue
- 1901 - Grignard : Sur les combinaisons organo-magnésiennes mixtes
- 1901 - Demarçay isole l'europium.
- 1902 - Intégrale de Lebesgue
- 1902 - Claude : procédé industriel de liquéfaction de l'air
- 1902 - Teisserenc de Bort : troposphère et stratosphère
- 1902 - Cuénot : La Loi de Mendel et l'hérédité de la pigmentation chez les souris
- 1902 - Richet : De l'action anaphylactique de certains venins
- 1902 - Bertillon identifie un criminel par ses empreintes digitales.
- 1903 - Fourneau découvre la stovaïne.
- 1903 - Louis et Auguste Lumière : autochrome
- 1904 - Conjecture de Poincaré
- 1905 - Paradoxe de Richard
- 1905 - Poincaré : Sur la dynamique de l'électron
- 1905 - Langevin : théorie du paramagnétisme
- 1905 - Équilibre de Boudouard
- 1906 - Fréchet : Sur quelques points du calcul fonctionnel. Espace métrique
- 1906 - Brunhes : Inversion du champ magnétique terrestre
- 1907 - lemme de Fatou (mathématiques)
- 1907 - Urbain : découverte du lutécium
- 1907 - Domaine de Weiss
- 1908 - Théorème de Fréchet-Riesz
- 1908 - Perrin : estimation du nombre d'Avogadro avec un équilibre de sédimentation.
- 1908 - Équation de Langevin
- 1908 - Carrel : auto-transplantation rénale réalisée sur une chienne.
- 1908 - Belin : bélinographe
- 1909 - Borel : Les Probabilités dénombrables et leurs applications arithmétiques. Théorème de Borel-Cantelli
- 1909 - Nicolle : le pou est l'agent vecteur du typhus.

## 1910-1919
- 1910 - constante de Lebesgue
- 1910 - factorisation de Cholesky (mathématiques)
- 1910 - Georges Claude : éclairage au néon
- 1910 - Marie Curie isole le radium.
- 1910 - Vincent : vaccin contre la typhoïde.
- 1911 - Langevin : paradoxe des jumeaux
- 1911 - L'Institut océanographique est inauguré à Paris.
- 1912 - Théorème de Poincaré-Birkhoff
- 1912 - réaction de Maillard
- 1913 - Élie Cartan : spineur
- 1913 - Dérivée de Gateaux (mathématiques)
- 1913 - Perrin : Les atomes
- 1913 - Fabry, Buisson : découverte de la couche d'ozone.
- 1913 - loi de Friedel (cristallographie)
- 1916 - Guillain, Barré: Syndrome de Guillain-Barré
- 1917 - Langevin : invention du sonar
- 1917 - d'Hérelle : bactériophage
- 1918 - Ensemble de Julia

## 1920-1929
- 1921 - travail pionnier d'Émile Borel sur la théorie des jeux (Stratégie mixte)
- 1921 - Échelle de Danjon (astronomie).
- 1921 - Calmette et Guérin : vaccin BCG contre la tuberculose
- 1922 - Georges Friedel : cristal liquide nématique ou smectique.
- 1923 - Hadamard : partie finie d'une intégrale.
- 1923 - Dulac : conjecture concernant les cycles limites (mathématiques).
- 1923 - Électron Auger (physique)
- 1923 - de Broglie : dualité onde-corpuscule
- 1924 - Descombey : vaccin contre le tétanos.
- 1925 - Théorème de convergence de Lévy.
- 1925 - Chatton : procaryotes et eucaryotes.
- 1926 - Léon Brillouin : Approximation BKW (physique).
- 1926 - Ramon, Zoeller : vaccin contre le tétanos pour l'homme. Méthode des vaccinations associées.
- 1928 - fondation de l'Institut Henri-Poincaré.
- 1928 - Théorème de Mordell-Weil.
- 1928 - Équation de Liénard.

## 1930-1939
- 1930 - Léon Brillouin : zone de Brillouin pour les électrons dans les métaux.
- 1930 - Néel : antiferromagnétisme
- 1933 - Esclangon : horloge parlante.
- 1934 - théorème de Leray-Schauder
- 1934 - Leray : Sur le mouvement d'un liquide visqueux emplissant l'espace
- 1934 - Irène et Frédéric Joliot-Curie : radioactivité artificielle
- 1934 - Bachelard : Le Nouvel Esprit scientifique
- 1935 - Théorème de Favard
- 1935 - Le laboratoire de Fourneau explique l'action du Prontosil.
- 1935 - Carrel : L'Homme, cet inconnu
- 1936 - Observatoire de Haute-Provence
- 1937 - Henri Cartan : notion de filtre (mathématiques)
- 1937 - Marguerite Perey : découverte du francium
- 1938 - création du CNRS
- 1938 - nombre de Pisot
- 1939 - Bourbaki : premier fascicule des Éléments de mathématique.
- 1939 - Ville : Étude critique de la notion de collectif. Martingale (calcul stochastique).
- 1939 - Joliot : réaction nucléaire en chaîne.
- 1939 - Dubos (New York) isole la tyrothricine (antibiotique).

## 1940-1949
- 1940 - conjectures de Weil
- 1940 - Paul Lévy : loi de l'arc sinus.
- 1940 - Joliot, Halban et Kowarski : une réaction en chaîne lors de la fission est possible
- 1940 - grotte de Lascaux
- 1942 - Halpern : utilité anti-allergique de l’Antergan, un antihistaminique.
- 1943 - Cousteau : première plongée en scaphandre autonome.
- 1945 - Schwartz : Théorie des distributions.
- 1945 - création du Commissariat à l'énergie atomique
- 1945 - création de l'INED
- 1946 - Leray : suite spectrale
- 1948 - Bureau international des poids et mesures : définition de l'ampère.
- 1948 - Joliot : premier réacteur nucléaire français, la pile Zoé.
- 1948 - Malécot : Les Mathématiques de l'hérédité

## 1950-1959
- 1950 - Kastler : pompage optique
- 1951 - Serre : Homologie singulière des espaces fibrés
- 1951 - DeWitt-Morette : création de l'École de physique des Houches.
- 1951 - Microsonde de Castaing.
- 1952 - Bombard : traversée de l'Atlantique en canot sans vivres et sans eau.
- 1953 - Allais : paradoxe d'Allais.
- 1954 - Thom : Quelques propriétés globales des variétés différentiables
- 1955 - Chevalley : groupes de Chevalley.
- 1955 - Perret : ordinateur
- 1956 - Henri Cartan et Eilenberg : Homological algebra
- 1956 - Léon Brillouin : Science and Information Theory. Néguentropie.
- 1956 - Henri de France : procédé SECAM de télévision en couleur
- 1957 - Schatzman : White Dwarfs.
- 1957 - Pierre Lépine : vaccin contre la poliomyélite.
- 1958 - Création de l'Institut des hautes études scientifiques (IHES).
- 1958 - Dausset : découverte du complexe majeur d'histocompatibilité.
- 1958 - Mathé : première greffe de moelle osseuse.
- 1959 - Lejeune : trisomie 21

## 1960-1969
- 1960 - Grothendieck : premier fascicule des Éléments de géométrie algébrique
- 1962 - courbes de Bézier
- 1962 - Jouvet : étude du sommeil paradoxal chez le chat.
- 1963 - syndrome de Lejeune
- 1965 - Monod, Wyman, Changeux : allostérie.
- 1966 - Dollfus découvre Janus, petite lune de Saturne
- 1967 - Bureau international des poids et mesures : Nouvelle définition de la seconde
- 1967 - Centre de génétique moléculaire du CNRS à Gif-sur-Yvette .
- 1968 - Charpak : chambre à fils.
- 1968 - Le Pichon : Sea-floor spreading and continental drift. Tectonique des plaques
- 1969 - Lehn: cryptates

## 1970-1979
- 1970 - Congrès international des mathématiciens à Nice
- 1970 - Labeyrie : interférométrie à 2 télescopes.
- 1970 - Changeux : récepteur nicotinique de l’acétylcholine.
- 1971 - Bureau international des poids et mesures : définition de la mole.
- 1971 - Ruelle (IHES), Takens : On the nature of turbulence. Attracteur étrange.
- 1971 - Pouzin : création du réseau Cyclades utilisant la commutation de paquets.
- 1971 - Chauvin, Hérisson: mécanisme de métathèse des oléfines.
- 1971 - de Lumley : homme de Tautavel.
- 1972 - immeuble de Bruhat-Tits (mathématiques).
- 1972 - Thom : Stabilité structurelle et morphogénèse. Théorie des catastrophes.
- 1972 - Colmerauer, Roussel : Prolog, langage de programmation logique.
- 1973 - Deligne (IHES) : conjectures de Weil en géométrie algébrique.
- 1973 - Lagarrigue : découverte des courants neutres de l'interaction électrofaible avec l'expérience Gargamelle au CERN.
- 1973 - Julia, J.-M. Paris : oléfination de Julia (chimie).
- 1973 - Le Douarin : étude d'embryons chimériques caille-poulet.
- 1974 - Johanson, Taieb, Coppens: découverte de Lucy.
- 1974 - Moreno : carte à puce.
- 1975 - Mandelbrot : Les Objets fractals - Forme, hasard et dimension. Fractale.
- 1976 - Connes : travail sur la théorie des algèbres de von Neumann
- 1976 - attracteur de Hénon
- 1976 - Dominique Stéhelin : origine des oncogènes.
- 1976 - Maupas : vaccin contre l'hépatite B.
- 1976 (21 janvier) - premier vol commercial du Concorde.
- 1977 - de Gennes : travail sur la physique des polymères.
- 1978 - Apéry : {\displaystyle \zeta (3)} est irrationnel.
- 1979 (24 décembre) - lancement d'Ariane 1 depuis Kourou.

## 1980-1989
- 1980 - observatoire du Pic du Midi : Hélène, petite lune de Saturne
- 1980 - Pomeau, Manneville : chaos et intermittence (en).
- 1980 - Kagan et collaborateurs : Iodure de samarium(II)
- 1980 - Minitel
- 1980 - Baulieu : utilisation de RU-486
- 1982 - Morlet, Grossmann : ondelette
- 1982 - Aspect : test des inégalités de Bell
- 1982 - A Libchaber, C Laroche, S Fauve. "Period doubling cascade in mercury, a quantitative measurement"
- 1983 - Lions (avec Crandall) : solutions de viscosité pour les équations de Hamilton-Jacobi.
- 1983 - Ichbiah : langage informatique Ada.
- 1983 - Bureau international des poids et mesures : nouvelle définition du mètre.
- 1983 - C.O Dietrich-Buchecker, J.P. Sauvage, J.P Kintzinger : "Une nouvelle famille de molecules : les metallo-catenanes".
- 1983 - découverte du virus du SIDA à l'Institut Pasteur dans l'équipe du professeur Montagnier.
- 1983 - Changeux : L'Homme neuronal
- 1984 - Berry : langage informatique Esterel.
- 1984 - Allègre et collaborateurs : datation par le système Samarium-neodyme.
- 1984 - création de l'IFREMER
- 1985 - Lorius et collaborateurs : A 150,000-year climatic record from Antarctic ice.
- 1986 - inauguration de la Cité des sciences et de l'industrie
- 1987 - Benabid : Stimulation cérébrale profonde
- 1988 - Fert et collaborateurs : magnétorésistance géante.
- 1989 - Yoccoz : Sur la connectivité locale de M. Étude de l'ensemble de Mandelbrot.
- 1989 - Potier : synthèse du Docétaxel, un anti-cancéreux.

## 1990-1999
- 1990 - Connes : Géométrie non-commutative
- 1990 - Meyer : Ondelettes et opérateurs
- 1990 - Cohen-Tannoudji et W.D. Phillips : nouveaux mécanismes pour le refroidissement d'atomes par laser.
- 1991 - grotte Cosquer.
- 1992 - Écalle : démonstration de la conjecture de Dulac.
- 1993 - Laffont, Tirole : Théorie de la régulation.
- 1994 (6 mai) - Inauguration du tunnel sous la Manche.
- 1994 - grotte Chauvet.
- 1995 - Observatoire de Haute-Provence : découverte de la première exoplanète.
- 1995 - Inauguration du pont de Normandie.
- 1996 - Pointcheval, Stern : Pointcheval–Stern signature algorithm (en).
- 1996 - Hoffmann et collaborateurs : Toll participe à l'immunité anti-fongique chez la drosophile.
- 1998 - Génopole d'Évry.
- 1999 - Fischer et collaborateurs: succès de thérapie génique.

## 2000-2009
- 2001 - Werner (avec Lawler et Schramm) : dimension de Hausdorff de l'enveloppe d'un mouvement brownien plan
- 2001 - Brunet : découverte de Toumaï
- 2002 - Laurent Lafforgue : Chtoucas de Drinfeld et correspondance de Langlands
- 2002 - Claire Voisin : contribution à la théorie de Hodge
- 2003 - Raoult : mimivirus.
- 2005 - Férey : séquestration du gaz carbonique avec le téréphtalate de chrome.
- 2005 - Auvert : circoncision et sida.
- 2005 (28 novembre) - Première greffe partielle de visage.
- 2007 - Haroche et collaborateurs : mesure et manipulation de systèmes quantiques individuels
- 2008 - Raoult : découverte d'un virophage.

## 2010-2019
- 2010 - Ngô Bảo Châu : Le lemme fondamental pour les algèbres de Lie
- 2010 - Villani : contributions à la théorie du transport optimal.
- 2012 - Vincent Lafforgue : Chtoucas pour les groupes réductifs et paramétrisation de Langlands globale
- 2013 - Piketty : Le Capital au XXIe siècle.
- 2013 - Carpentier : implantation d'un cœur artificiel
- 2017 - Hublin: Homo sapiens aurait plus de 300 000 ans.